# Castagnaro
Castagnaro és un comune (municipi) de la província de Verona, a la regió italiana del Vèneto, situat a uns 80 quilòmetres al sud-oest de Venècia i a uns 50 quilòmetres al sud-est de Verona.
A 1 de gener de 2020 la seva població era de 3.663 habitants.
Castagnaro limita amb els següents municipis: Badia Polesine, Giacciano con Baruchella, Terrazzo i Villa Bartolomea.